# Weisiner See
Der Weisiner See ist ein See im Gemeindegebiet Passow des Landkreises Ludwigslust-Parchim in Mecklenburg-Vorpommern. Es ist ein in zwei Becken gegliedertes, langgestrecktes Gewässer westlich und nördlich des namensgebenden Ortes, etwas nördlich der Müritz-Elde-Wasserstraße. Am nördlichen Ende des Sees befindet sich die Siedlung Charlottenhof. Der See ist etwa 1750 Meter lang und etwa 250 Meter im Südbecken und etwa 220 Meter im Nordbecken breit. Im Nordbecken befindet sich mit über sechs Metern auch die tiefste Stelle des Sees. Das Gewässer hat einen Umfang von etwa vier Kilometern. Der See verfügt über zwei größere Zuflüsse im Norden und einen Abfluss zur Elde im Süden. Etwas südlich des Sees erhebt sich der wenig über 66 Meter hohe Windmühlenberg. Der See ist ein Rinnensee und entstand während der letzten Eiszeit (Würmeiszeit) aus einer ehemaligen Schmelzwasserrinne, die sich nach dem Rückgang des Eises dauerhaft mit Wasser füllte.
Wenig südlich des Sees befindet sich das Naturschutzgebiet Alte Elde bei Kuppentin.

## Nachweise
1. ↑  Ministerium für Landwirtschaft, Umwelt und Verbraucherschutz (pdf; 62 kB)
2. ↑  Karten und Luftbilder des Geoportals MV